# Mazowsze
Mazowsze là một tỉnh của Ba Lan. Tỉnh lỵ là thành phố Warszawa. Tỉnh có diện tích 35.597,8 ki-lô-mét vuông, dân số thời điểm giữa năm 2004 là 5.139.545 người.

## Các thành phố thị xã
Tỉnh có thành phố và thị xã. Bản sau đây sắp xếp theo thứ tự dân số giảm dần (số liệu dân số thời điểm năm 2006)):
| Warsaw (1.700.536) Radom (226.372) Płock (127.307) Siedlce (77.047) Pruszków (61.789) Ostrołęka (53.982) Legionowo (50.698) Ciechanów (45.902) Otwock (43.247) Żyrardów (41.161) Sochaczew (37.925) Mińsk Mazowiecki (37.808) Piaseczno (37.508) Wołomin (36.711) Mława (29.702) Nowy Dwór Mazowiecki (27.545) Grodzisk Mazowiecki (27.055) Wyszków (27.010) Ząbki (24.422) Marki (23.376) Piastów (23.273) Ostrów Mazowiecka (22.560) Płońsk (22.233) Pionki (19.788) Pułtusk (19.229) Gostynin (19.119) Sierpc (18.791) Sulejówek (18.676) Kozienice (18.541) | Sokołów Podlaski (18.419) Józefów (18.353) Kobyłka (17.897) Zielonka (17.180) Przasnysz (17.069) Konstancin-Jeziorna (16.579) Garwolin (16.072) Łomianki (15.744) Milanówek (15.660) Grójec (14.990) Węgrów (12.606) Błonie (12.259) Szydłowiec (12.030) Brwinów (11.968) Góra Kalwaria (11.130) Warka (11.028) Karczew (10.396) Maków Mazowiecki (9.880) Żuromin (8.647) Ożarów Mazowiecki (8.237) Zwoleń (8.176) Radzymin (7.864) Nasielsk (7.364) Białobrzegi (7.320) Tłuszcz (7.283) Łosice (7.252) Łochów (6.452) Przysucha (6.245) | Mszczonów (6.231) Lipsko (5.826) Iłża (5.165) Łaskarzew (4.908) Raciąż (4.752) Pilawa (4.196) Gąbin (4.137) Żelechów (4.016) Skaryszew (3.989) Tarczyn (3.886) Nowe Miasto nad Pilicą (3.832) Podkowa Leśna (3.824) Serock (3.721) Halinów (3.369) Zakroczym (3.367) Glinojeck (3.052) Myszyniec (3.014) Drobin (2.980) Kałuszyn (2.905) Chorzele (2.783) Wyszogród (2.772) Różan (2.661) Mogielnica (2.461) Kosów Lacki (2.135) Bieżuń (1.874) Brok (1.859) Mordy (1.840) Wyśmierzyce (889) |